# Cratère du four

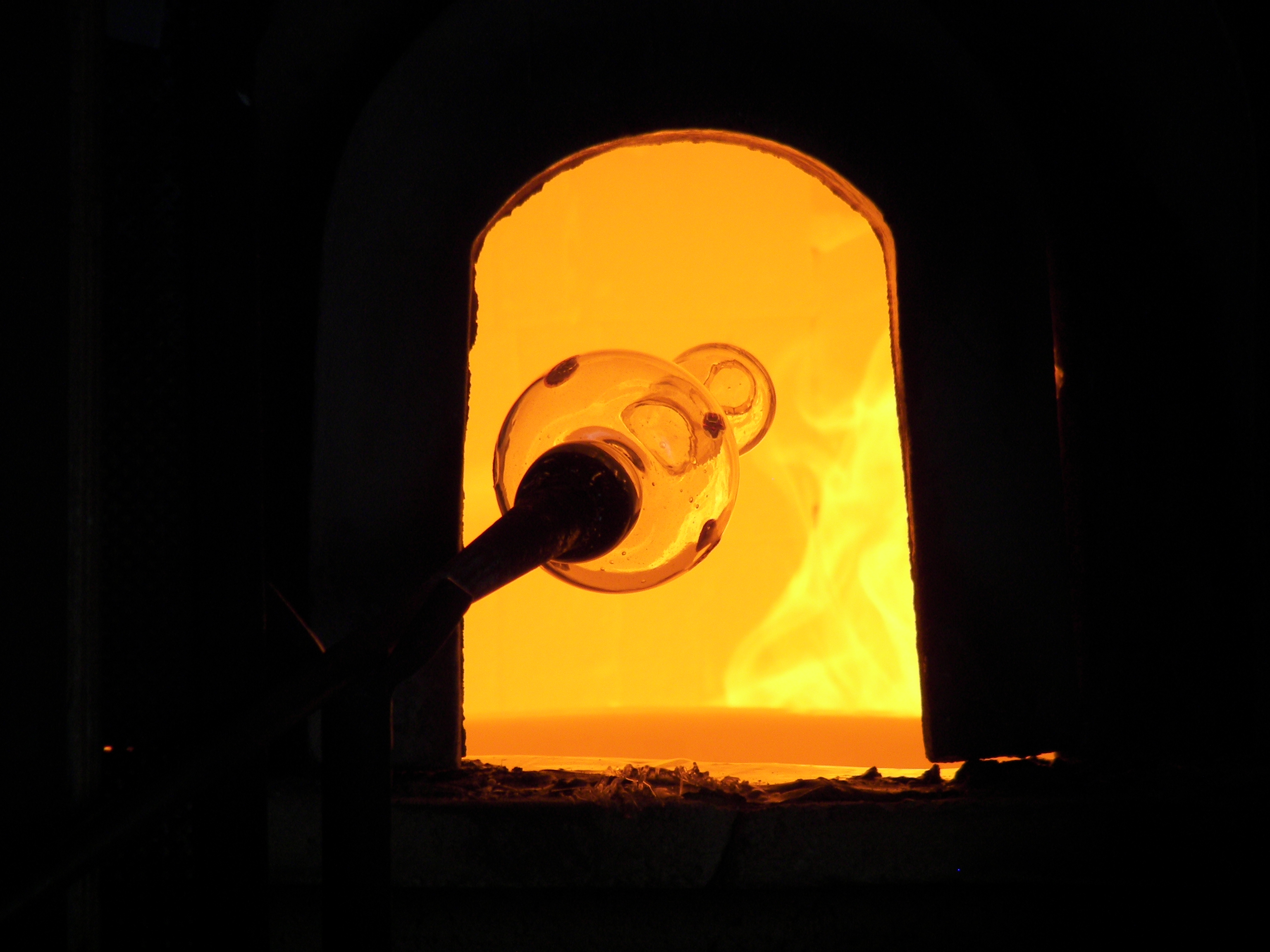
Un four de verrier.

Le cratère du four est une composante essentielle des fours de verriers. Il s’agit de l’ouverture par laquelle le verre en fusion est prélevé à l’aide d’outils spécifiques tels que la louche, la canne ou le pontil.
Cette ouverture permet aux artisans verriers de manipuler et de façonner le verre en fusion pour créer divers objets en verre. Le cratère du four doit être conçu pour résister à des températures extrêmement élevées, souvent supérieures à 1 000 °C, afin de maintenir le verre à l’état liquide. La conception et l’entretien du cratère sont cruciaux pour assurer la qualité et la sécurité des opérations de verrerie.

## Historique et Évolution
L’utilisation des cratères de four remonte à l’Antiquité, où les premiers verriers ont développé des techniques pour manipuler le verre en fusion. Au fil des siècles, les matériaux et les méthodes ont évolué pour améliorer l’efficacité et la sécurité.

## Matériaux utilisés
Les cratères de four sont généralement fabriqués à partir de matériaux réfractaires tels que la céramique et certains types de briques résistantes à la chaleur. Ces matériaux sont choisis pour leur capacité à résister à des températures élevées sans se dégrader.

## Techniques de fabrication
La fabrication des cratères de four implique des techniques spécifiques pour assurer leur durabilité et leur résistance à la chaleur. Cela inclut le moulage, la cuisson et parfois le revêtement avec des matériaux supplémentaires pour améliorer leurs propriétés.

## Exemples célèbres
Les ateliers de verrerie de Murano, en Italie, sont célèbres pour leurs techniques avancées et leurs fours de haute qualité. Leurs cratères de four sont réputés pour leur durabilité et leur efficacité.